# Amor-asteroide
En amor-asteroide er en småplanet, hvis banes perihelium-afstand er mellem 1,017 og 1,300 AE. Amor-asteroider er altså blandt de nærjords-asteroider, som kan risikere at støde sammen med Jorden.
Typen amor-asteroide er opkaldt efter småplaneten (1221) Amor også kendt som 1932 EA1, som netop har disse karakteristika.

## Andre Amor-asteroider
- Albert – 1911 MT
- Alinda – 1918 DB
- (433) Eros også kendt som  1898 DQ
- Ganymed – 1924 TD
- 1627 Ivar
- 1036 Ganymed, der med en diameter på omkring 35 kilometer er det største af alle nærjord-objekter.

## Andre nærjords-asteroidetyper
- Aten-asteroider
- Apollo-asteroider

## Ekstern kilde/henvisning
- Asteroider fra Systime Arkiveret 11. oktober 2004 hos  Wayback Machine